# 空間幾何学
数学における空間幾何学（くうかんきかがく、英: solid geometry; 立体幾何学）は三次元ユークリッド空間における幾何学を指して古くから用いられている。空間計量学（くうかんけいりょう、英: stereometry; 立体測量法）は、角錐・円柱・円錐・切頭錐体・球体・角柱などの様々な立体（三次元の図形）の体積を測るものである。
ピタゴラス学派は正多面体を扱ったが、角錐・角柱・円錐・円柱などは扱われず、プラトン学派の出現を待つこととなる。エウドクソスは測定法を確立して、角錐や円錐の体積がそれと底面と高さを同じくする角柱や円柱の体積の三分の一であることを示した、またおそらく球体の体積がその半径の立方に比例することを証明している。

## 空間幾何の基本概念
- 平面と直線との接続
- 二面角と立体角
- 立方体・直方体・平行六面体
- 三角錐などの角錐
- 角柱
- 八面体・十二面体・二十面体
- 円錐および円柱
- 球面
- その他の二次曲面: 回転楕円体・楕円体・抛物面・双曲面

## 周辺分野
- 三次元の射影幾何学
- 余剰次元を用いたデザルグの定理の証明
- さらなる多面体
- 画法幾何学.

解析幾何学やベクトルを用いる方法は連立一次方程式および行列の代数学を機械的に用いることで、多大な影響を与えた（より高次元を考える際には、これらはより重要性を増す）。こういったものが研究される大きな理由の一つに、コンピュータグラフィックへの応用があり、アルゴリズムが重要となる。

## 非ユークリッド空間幾何学
非ユークリッド幾何学（双曲幾何と楕円幾何）の公理系にしたがう空間幾何学を考えることもできる。
そうして得られる空間幾何学は、通常の意味での空間幾何学と紛らわしいけれども、重力の幾何学的モデルなどを含めた一般相対論を展開することができる。そこでは「まっすぐ」("right") という代わりに「測地的」("geodesic") という考えをしなければならないが、たとえば宇宙における衛星の軌道は測地的であって、近日点などの現象を予見することができる。同様に、二つの星間の光の航路は零距離測地線になる。ユークリッド空間幾何とニュートンの重力理論（二つの星の中心を結ぶ力）を用いた場合には、近日点の前進の無い楕円軌道をえることになるが、これは（他の惑星の影響による近日点を除き）実験的に観察されるものと食い違う。これを茶化して、「ニュートンの重力モデルは質量体が一つもない場合にのみ完全に正しい」と言われることがある。